# Anoplophora sollii
Anoplophora sollii es una especie de escarabajo longicornio del género Anoplophora, subfamilia Lamiinae. Fue descrita científicamente por Hope en 1839.
Se distribuye por China, India, Laos, Birmania, Tailandia y Vietnam. Mide 38-58 milímetros de longitud. El período de vuelo de esta especie ocurre en los meses de abril, julio, agosto, septiembre y octubre.